# Ultra-Humanoide
O Ultra-Humanoide (Ultra-Humanite em inglês) é um personagem fictício dos quadrinhos da DC Comics, havendo sido o primeiro supervilão que enfrentou o Super-Homem.

## Origem
Sua origem é desconhecida, e o próprio personagem declarou que desconhece qual seu nome real ou aparência original, que teria se perdido em razão das muitas experiências pelas quais aplicou a si mesmo, às quais atribui sua super-inteligência; ele apareceu em 1939 quando Clark Kent (repórter que é a identidade secreta do Super-Homem) toma um táxi e é assaltado pelo motorista, descobrindo ao investigar que este fazia parte de uma gangue de taxista chefiada por Jackie Reynolds na empresa Cab Protective League; quando chega ao chefe da gangue ele descobre o Ultra-Humanoide que chefiava operações criminosas por todo o país.
Em sua primeira aparição ele se apresentava como um homem já velho, aleijado e careca; quando Super-Homem tentou detê-lo, foi atingido por uma forte descarga elétrica que o fez desmaiar e o vilão em seguida tentou matá-lo usando uma serra circular que, ante a invulnerabilidade do herói, se quebrou e voando pelo ar veio a matar o assecla Reynolds enquanto o chefe coloca fogo no lugar e escapa num avião especial que foi logo derrubado pelo homem-de-aço mas, quando este procurou nos destroços pelo corpo do criminoso, nada encontrou.

## Continuação dos crimes e novo corpo
Na edição seguinte da Action Comics é revelado que Ultra-Humanoide havia escapado saltando de para-quedas; na edição de número 17 sabe-se que ele montara nova rede de extorsões e finalmente, em dezembro de 1940 ele ataca Metrópolis, inflingindo à cidade uma "praga roxa" que a paralisa; confrontado pelo Super-Homem ele dispara uma arma elétrica que, no entanto, explode tirando-lhe a vida; o herói então deixa seu corpo inerte para que as autoridades tomem as providências devidas (Action Comics #19).
Mas isto que não acontece pois a morte fora apenas aparente e os capangas do vilão, seguindo suas orientações, levam seu corpo quase morto para que cirurgiões criminosos mantenham o seu cérebro preservado até que encontrem um novo hospedeiro, o que fazem após algum tempo depois de capturarem uma jovem e bela atriz, Dolores Winters: ela teve então seu cérebro removido e o do criminoso colocado no lugar.

### Dolores Winters
Aproveitando-se da condição de seu novo corpo, Ultra-Humanoide é convidado de honra para uma festa de gala no cruzeiro Sea Serpent; quando o navio está longe da costa ele o domina e exige um resgate de cinco milhões de dólares; quando o dinheiro é pago, Super-Homem segue os asseclas do vilão que o levam até uma gruta onde ele vê "Dolores" contando as cédulas e declarando que, mesmo tendo recebido o pagamento, iria matar os reféns: à luz de tochas o herói a ataca e, no escuro, reconhece no olhar de Dolores os olhos de seu antigo inimigo que, por meio de artifícios, mais uma vez consegue escapar (Action Comics #20).
Livre, na edição seguinte da Action Comics o vilão fica sabendo que o físico Terry Curtis fizera a descoberta de uma nova arma atômica; usando os atributos de seu corpo feminino, ele seduz o cientista, o sequestra e, após torturá-lo, faz com que o ajude a construir um arsenal para ele; depois de um primeiro ataque feito por meio de um dirigível que destruiu um prédio de Metrópolis, Super-Homem descobre o esconderijo do bandido dentro de um vulcão e este, ameaçando matar o cientista, exige em troca da vida dele que o herói roube-lhe as joias da coroa, pensando assim que os guardas que defendem o tesouro liquidassem com seu inimigo — o que, obviamente, não acontece e ao voltar ileso, o homem-de-aço tem contra si uma série de armadilhas das quais consegue se livrar, e o vilão salta para a cratera de lava do vulcão, deixando a impressão de que morrera mais uma vez.
Esta última aparição do vilão contra o Super-Homem da Era de Ouro, considerada canônica, teve uma sequência de aparições depois de 1942, muitas vezes confusas e geralmente confrontando outros heróis.

## Ultra-Humanoide em 1942
O vilão havia escapado da morte ao usar uma máquina de perfuração resistente ao calor, com a qual abre um túnel sob a terra, conseguindo assim reagrupar seus capangas e ampliando seus planos; por meio da ciência cria as super-máquinas criminosas Deathbolt e Amazing Man; ele ainda descobre uma espécie de criatura subterrânea da qual gera um exército de servos e, ainda, reúne uma série de artefatos que lhe ampliam os poderes a fim de conseguir confrontar o Super-Homem, dentre os quais o martelo de Thor e o elmo do Senhor Destino (revistas Action Comics #47; Superman #17, All Star Comics #3).
Ele mais uma vez sequestra Terry Curtis, que já então era conhecido como Cyclotron, e tenta vencer a Sociedade da Justiça e consegue capturar o primeiro Robotman (Robert Crane).
Na década de 1980 o vilão volta no tempo para aquele ano e troca seu cérebro mais evoluído a fim de ampliar suas chances de vitória, mas tem seus planos frustrados quando a equipe de heróis da Infinity, Inc. o persegue e foi aparentemente morto quando Curtis/Cyclotron detona a si mesmo a fim de destruir a ambos.

## Pós-1942
Vários registros após este ano fazem a história do vilão ficar confusa; como Dolores Winters ele teria se aliado aos nazistas possivelmente num universo paralelo e, após a guerra, teria assumido o corpo do herói criado ainda em 1938, Tex Thompson (Americommando); neste relato ele consegue se tornar senador dos Estados Unidos e transferir o cérebro de Adolf Hitler para o herói menor da DC, Dan "Dyna-Mite",  mas são vencidos pelo All-Star Squadron.
Segundo a linha do tempo das histórias da Crise nas Infinitas Terras ele teria permanecido no corpo de Dolores Winters até 1947, quando então teria trocado por uma formiga gigante e foi derrotado pelo Super-Homem e pela Rainha Inseto; noutra história assume o corpo de um tiranossauro e é derrotado pelo All-Star Squadron e seus aliados Young All-Stars.

## Versões recentes
Os registros recentes procuram dar uma certa coerência à trajetória do vilão; após sua derrota de 1942 ele teria se mudado para a Alemanha nazi e, quando esta foi finalmente derrotada, ele escapou continuando um inimigo da Sociedade da Justiça; mesmo assim não é bem registrado o fato de ele ter se aliado a outros "super-vilões" como Vandal Savage e Onda Mental para enfrentá-la.
Apesar das incoerências o fato é que a partir dos anos 1980 ele usou seus conhecimentos científicos para fazer com que um gorila albino sofresse mutações, aumentando-lhe o tamanho e força, e então transplantando seu cérebro para o animal, corpo no qual recria a Sociedade Secreta de Supervilões reunindo dez dos maiores inimigos da Liga da Justiça e da Sociedade da Justiça e capturando vários dos membros de ambas mas, ao ser traído pelos membros da sua própria equipe, os liberta e a seus integrantes são presos e a entidade dissolvida.
Ele então é enviado ao Limbo onde arquiteta novos planos e consegue escapar ao estudar a lenda do Rio de Koehaha onde faz uma emboscada a vários membros da Sociedade da Justiça no Colorado, afogando-os no lendário curso d'água; isto, contudo, não os mata e sim os mantém entorpecidos e sob o domínio do mal; os heróis ficam desacreditados e o Ultra-Humanoide tenta conquistar o planeta até ser frustrado pelos remanescentes das associações de heróis; ele então foge para o Limbo onde trava uma luta cerebral contra o vilão Onda Mental que o faz perder grande parte dos poderes que tinha na forma simiesca.
Ultra-Humanoide volta a cometer vários outros crimes ainda como macaco, mas este corpo começa a falhar; quando a Sociedade da Justiça foi aprisionada no Limbo ao combater o Ragnarok ele finalmente deixa esse corpo e passa por vários humanos enquanto ergue uma empresa, a "Ultra-Gen", onde realiza uma série de inovações genéticas, dentre as quais um novo corpo com mais poderes que antes; ele é finalmente detido pela Sociedade, que fora libertada com ajuda do Flash.
Nas aparições mais recentes ele surge como mentor da organização criminosa chamada "O Conselho", e seu novo corpo quase-humano ainda está a revelar os poderes que possui.